# Devon Toews
Devon Toews (né le 21 février 1994 à Abbotsford en Colombie-Britannique au Canada) est un joueur canadien de hockey sur glace. Il évolue au poste de défenseur.

## Biographie

### Dans la LHCB
Toews dispute deux saisons (de 2011 à 2013) avec les Eagles de Surrey dans la LHCB. À sa première saison avec les Eagles, il est nommé dans l'équipe des recrues de la LHCB 2011-2012 et reçoit une bourse pour se joindre à l'Université Quinnipiac. 
Il retourne néanmoins avec Surrey pour la saison 2012-2013 avec qui il remporte le Championnat de la LHCB 2013. Il est nommé dans la première équipe d'étoiles de la ligue. Les Eagles participent également à la Coupe Banque Royale 2013, mais sont éliminés en demi-finale face aux Western Capitals de Summerside. Malgré l'élimination de son équipe, Toews est élu meilleur défenseur de la ronde préliminaire du tournoi.

### Dans la NCAA
Toews commence sa carrière universitaire avec les Bobcats de Quinnipiac en 2013-2014. Il termine la saison avec 17 points en 37 matchs et est nommé dans l'équipe académique de hockey de la division ECAC. À la fin de son année recrue, il est repêché en 4e ronde, 108e au total, par les Islanders de New York au repêchage LNH 2014.
La saison suivante, il récolte un total de 20 points en 31 parties avec les Bobcats. Il est de nouveau nommé dans l'équipe académique de la ECAC. 
En 2015-2016, il atteint de nouveaux sommets en carrière pour les points, les buts et les aides avec Quinnipiac. Il est ainsi nommé dans la 2e équipe d'étoiles de la ECAC et la 2e équipe d'étoiles des universités de la Nouvelle-Angleterre.

### Chez les pros
À la fin de la saison 2015-2016, Toews renonce à faire le saut chez les professionnels et décide plutôt de terminer son année universitaire. Il signe néanmoins son contrat d'entrée de 3 ans avec les Islanders, le 15 avril 2016. Il est assigné aux Sound Tigers de Bridgeport dans la LAH pour la saison 2016-2017. 
À sa première année avec les Sound Tigers, il atteint le premier rang pour les points chez les défenseurs recrues et termine au 10e rang des pointeurs parmi tous les défenseurs de la ligue. Il établit également un nouveau record d'équipe pour les aides en une saison avec un total de 40. Avec de telles performances, il est invité au match des étoiles LAH 2017 et est nommé dans l'équipe des recrues à la fin de la campagne.
La saison suivante, il inscrit 22 points en 30 rencontres avant de subir une importante blessure à une épaule, le 30 décembre 2017, face aux Devils de Binghamton. Il est opéré avec succès, mais se retrouve à l'écart du jeu pour le reste de la saison. Le 16 juillet 2018, il obtient une prolongation de contrat de 2 ans avec les Islanders.
Le 12 octobre 2020, il est échangé à l'Avalanche du Colorado en retour de deux choix de 2e tour en 2021 et 2022. 
Il remporte la Coupe Stanley 2022 avec Colorado.

## Statistiques

### En club
| Saison     | Équipe                     | Ligue      |     | Saison régulière | Saison régulière | Saison régulière | Saison régulière | Saison régulière |    | Séries éliminatoires | Séries éliminatoires | Séries éliminatoires | Séries éliminatoires | Séries éliminatoires |
| Saison     | Équipe                     | Ligue      | PJ  | B                | A                | Pts              | Pun              | PJ               | B  | A                    | Pts                  | Pun                  |                      |                      |
| 2011-2012  | Eagles de Surrey           | LHCB       | 54  | 7                | 22               | 29               | 42               | 12               | 5  | 7                    | 12                   | 15                   |                      |                      |
| 2012-2013  | Eagles de Surrey           | LHCB       | 48  | 10               | 37               | 47               | 55               | 17               | 0  | 9                    | 9                    | 10                   |                      |                      |
| 2013-2014  | Bobcats de Quinnipiac      | NCAA       | 37  | 1                | 16               | 17               | 10               | -                | -  | -                    | -                    | -                    |                      |                      |
| 2014-2015  | Bobcats de Quinnipiac      | NCAA       | 31  | 4                | 16               | 20               | 16               | -                | -  | -                    | -                    | -                    |                      |                      |
| 2015-2016  | Bobcats de Quinnipiac      | NCAA       | 40  | 7                | 23               | 30               | 26               | -                | -  | -                    | -                    | -                    |                      |                      |
| 2016-2017  | Sound Tigers de Bridgeport | LAH        | 76  | 5                | 40               | 45               | 18               | -                | -  | -                    | -                    | -                    |                      |                      |
| 2017-2018  | Sound Tigers de Bridgeport | LAH        | 30  | 8                | 14               | 22               | 8                | -                | -  | -                    | -                    | -                    |                      |                      |
| 2018-2019  | Sound Tigers de Bridgeport | LAH        | 24  | 5                | 14               | 19               | 16               | -                | -  | -                    | -                    | -                    |                      |                      |
| 2018-2019  | Islanders de New York      | LNH        | 48  | 5                | 13               | 18               | 4                | 8                | 1  | 4                    | 5                    | 0                    |                      |                      |
| 2019-2020  | Islanders de New York      | LNH        | 68  | 6                | 22               | 28               | 16               | 22               | 2  | 8                    | 10                   | 6                    |                      |                      |
| 2020-2021  | Avalanche du Colorado      | LNH        | 53  | 9                | 22               | 31               | 16               | 10               | 1  | 5                    | 6                    | 2                    |                      |                      |
| 2021-2022  | Avalanche du Colorado      | LNH        | 66  | 13               | 44               | 57               | 20               | 20               | 5  | 10                   | 15                   | 8                    |                      |                      |
| 2022-2023  | Avalanche du Colorado      | LNH        | 80  | 7                | 43               | 50               | 26               | 7                | 1  | 8                    | 9                    | 0                    |                      |                      |
| 2023-2024  | Avalanche du Colorado      | LNH        | 82  | 12               | 38               | 50               | 18               | 10               | 1  | 5                    | 6                    | 2                    |                      |                      |
| Totaux LNH | Totaux LNH                 | Totaux LNH | 397 | 52               | 182              | 234              | 100              | 77               | 11 | 40                   | 51                   | 18                   |                      |                      |

### En équipe nationale
| Année | Équipe | Compétition                 |   | PJ | B | A | Pts | Pun               |  | Résultat |
| 2012  | Canada | Défi mondial junior A       | 4 | 0  | 2 | 2 | 14  | Médaille d'argent |  |          |
| 2025  | Canada | Confrontation des 4 nations | 4 | 0  | 0 | 0 | 2   | Vainqueur         |  |          |

## Trophées et honneurs personnels

### LHCB
- 2011-2012 : nommé dans l'équipe des recrues
- 2012-2013 :
  - nommé dans la première équipe d'étoiles
  - meilleur défenseur (coupe Banque Royale)

### NCAA
- 2013-2014 : nommé dans l'équipe académique de la ECAC
- 2014-2015 : nommé dans l'équipe académique de la ECAC
- 2015-2016 :
  - nommé dans la 2e équipe d'étoiles de la ECAC
  - nommé dans la 2e équipe d'étoiles de la Nouvelle-Angleterre

### LAH
- 2016-2017 : nommé dans l'équipe des recrues

### LNH
- 2021-2022 : vainqueur de la Coupe Stanley avec l'Avalanche du Colorado